# Forollhogna
Forollhogna neboli Forelshogna je horský masiv se stejnojmennou nejvyšší horou v jižním Norsku v krajích Trøndelag a Innlandet. Na západě je odděleno údolím Orkladalen od pohoří Dovrefjell a Trollheimen, na severu a severovýchodě je odděleno údolím Gauldalen od skupiny Sylene / Helagsfjället a na jihovýchodě je ohraničeno údolím Glåmy. Na východním okraji pohoří se nachází bývalé hornické město Røros.
Nejvyšším vrcholem pohoří je Forollhogna (1332 m n. m.), za ní následují Berghøgda (1246) a Tverrfjellet (1242). Hory patří do systému Skand a jsou budovány velmi starými horninami z období kaledonského vrásnění. Jádro pohoří je chráněno jako národní park (Forollhogna nasjonalpark).